# (r)Evolution
(r)Evolution è il nono album in studio del gruppo musicale heavy metal svedese HammerFall, pubblicato nel 2014 dalla Nuclear Blast.

## Tracce
1. Hector's Hymn – 5:54
2. (r)Evolution – 4:25
3. Bushido – 4:39
4. Live Life Loud – 3:32
5. Ex Inferis – 4:40
6. We Won't Back Down – 4:19
7. Winter Is Coming – 3:49
8. Origins – 4:58
9. Tainted Metal – 4:37
10. Evil Incarnate – 4:35
11. Wildfire – 4:05

## Formazione
- Joacim Cans - voce, cori
- Oscar Dronjak - chitarre, tastiere, cori
- Pontus Norgren - chitarre, cori
- Fredrik Larsson - basso, cori
- Anders Johansson - batteria